# Zbór Kościoła Zielonoświątkowego „Betel” w Bydgoszczy
Zbór Kościoła Zielonoświątkowego „Betel” w Bydgoszczy – zbór Kościoła Zielonoświątkowego w RP znajdujący się w Bydgoszczy, jeden z bydgoskich ewangelicznych kościołów protestanckich. Należy do okręgu pomorskiego Kościoła Zielonoświątkowego w RP.

## Świątynia
Budynek świątyni użytkowanej przez zbór znajduje się przy ul. Janikowskiej 19 na osiedlu Glinki w Bydgoszczy.

## Historia
Historia bydgoskich zielonoświątkowców ma związek z obecnością na ziemi bydgoskiej pastora J. Paula i Gustawa H.Schmidta. Historycznie rzecz biorąc, Bydgoszcz można by uznać duchowym centrum ruchu zielonoświątkowego w Polsce.
Po II wojnie światowej społeczność zielonoświątkowców zorganizowała się na nowo w 1947 r. Zbór Kościoła Chrystusowego otrzymał dawną kaplicę ewangelicko-unijną przy ul. Zduny 10 i tam od 1948 r. zaczęły odbywać się regularne nabożeństwa. Zbór skupiał wszystkich wyznawców ruchów, które weszły w skład Zjednoczonego Kościoła Ewangelicznego, w tym również zielonoświątkowców.  Praca zboru owocowała ewangelizacjami, chrztami wiary, nauczaniem dzieci, spotkaniami młodzieży. Zbór prowadził pracę w miejscowościach: Dorposz, Terespol, Trzebież, Toruń, Katarzyna, Inowrocław.
Od 1974 r. pojawiły się dążenia do uniezależnienia zboru zielonoświątkowego od Zjednoczonego Kościoła Ewangelicznego. Gdy 16 kwietnia 1978 r. nastąpiło otwarcie nowej kaplicy przy ul. Czerwonego Krzyża 52, nastąpił podział Zboru Zjednoczonego Kościoła Ewangelicznego na zbór ewangelicznych chrześcijan, który otrzymał nową kaplicę oraz zbór zielonoświątkowy „Betel”, który pozostał w starej kaplicy przy ul. Zduny.
Szczególny rozwój zboru przypada na lata 80. XX wieku. Był to okres rozbudzonych zainteresowań różnych środowisk ruchem charyzmatycznym. Ludzie z ruchu oazowego, KIK-u i inni utrzymywali ze zborem bliskie kontakty. Wzrost liczby wiernych skłonił pastora do podjęcia starań o budowę nowej kaplicy. W latach 80. XX w. wybudowano kaplicę przy ul. Janikowskiej, a następnie przystąpiono do budowy dużej świątyni. Kaplica została oficjalnie otwarta do użytku 29 marca 1989 r. Następnie przystąpiono do budowy dużej świątyni, która została ukończona w 2007 r.
Na koniec 2010 zbór skupiał 285 wiernych, w tym 190 ochrzczonych członków.

## Działalność
Zbór zielonoświątkowy „Betel” z uwagi na ożywioną działalność jest rozpoznawalny w środowisku bydgoskim.
Spośród wielu inicjatyw można wymienić:
- powołanie grupy wokalno-muzycznej „Grupa Betel”, która koncertowała także w Filharmonii oraz telewizji lokalnej;
- powołanie Szkoły Zborowej (od 1989 r.);
- powołanie Bydgoskiego Seminarium Biblijnego, które powstało z inicjatywy czterech lokalnych Kościołów a prowadziło wykłady w okresie 2 lat. Były to zbór Kościoła Ewangelicznych Chrześcijan, zbór Kościoła Chrześcijan Baptystów, zbór Kościoła Metodystycznego oraz zbór Kościoła Zielonoświątkowego;
- służba Misji „Nowa Nadzieja” adresowanej do ludzi uzależnionych oraz więźniów (Potulice, Fordon, Grudziądz);
- pomoc kobietom w Domu Samotnej Matki (Osowa Góra), którą realizowała Służba Kobiet;
- działalność świetlicy środowiskowej „Narnia”.

Ze zboru „Betel” w Bydgoszczy pochodzi wielu aktywnych pracowników, a przede wszystkim pastorów w kilkunastu zborach w Polsce. 

## Przełożeni zboru
- Paweł Bajeński z Gdańska 1947–1950 (Zjednoczony Kościół Ewangeliczny)
- Franciszek Trojanowicz 1950–1960 (Zjednoczony Kościół Ewangeliczny)
- Tadeusz Dębosz 1960–1974 (Zjednoczony Kościół Ewangeliczny)
- Jan Tomczyk 1974–1978 (Zjednoczony Kościół Ewangeliczny)
- Jan Kalisz 1978–1981
- Zdzisław Józefowicz 1981-2017, w przeszłości również przewodniczący Oddziału Pomorsko-Kujawskiego Polskiej Rady Ekumenicznej
- Janusz Modrzyński od 2017 r.